# Evair
Evair (sinh ngày 21 tháng 2 năm 1965) là một cầu thủ bóng đá người Brasil.

## Đội tuyển bóng đá quốc gia Brasil
Evair thi đấu cho đội tuyển bóng đá quốc gia Brasil từ năm 1992 đến 1993.

## Thống kê sự nghiệp
| Đội tuyển bóng đá Brasil | Đội tuyển bóng đá Brasil | Đội tuyển bóng đá Brasil |
| Năm                      | Trận                     | Bàn                      |
| ------------------------ | ------------------------ | ------------------------ |
| 1992                     | 2                        | 0                        |
| 1993                     | 7                        | 2                        |
| Tổng cộng                | 9                        | 2                        |